# Батлер, Джеймс, 1-й герцог Ормонд
Генерал-лейтенант Джеймс Фицтомас Батлер, 1-й герцог Ормонд (англ. James FitzThomas Butler, 1st Duke of Ormond, 1st Marquess of Ormond, 12th Earl of Ormond, 5th Earl of Ossory, 4th Viscount Thurles, 1st Baron Butler of Llanthony, 1st Earl of Brecknock; 19 октября 1610 — 21 июля 1688) — крупный англо-ирландский государственный и военный деятель, 12-й граф Ормонд (1633—1688) и 5-й граф Оссори (1633—1662), 1-й маркиз Ормонд (1642—1688), 1-й граф Брекнок (1660—1688) и 1-й герцог Ормонд (1661—1688). Был известен как граф Ормонд с 1632 по 1642 год и маркиз Ормонд с 1642 по 1661 год. После прерывания старшей линии рода Батлеров, Джеймс Батлер стал вторым представителем линии из замка Келкэш, который унаследовал графский титул. Его друг, 1-й граф Стаффорд, способствовал его назначению командующим армии роялистов в Ирландии. С 1641 по 1647 год он командовал Ирландской королевской армией в военных действиях против Ирландской католической конфедерацией. В 1649—1650 годах Джеймс Батлер руководил ирландскими роялистами в борьбе против английской армии Оливера Кромвеля. В 1650-х годах он находился в эмиграции в Европе вместе с королём Карлом II. После реставрации Карла Стюарта на английском престоле в 1660 году Ормонд стал главной фигурой в английской и ирландской политике.

## Ранняя жизнь
Родился 19 октября 1610 года в Кларкенуэлле (Лондон). Старший сын Томаса Батлера, виконта Тёрлса (1594—1619), и Элизабет Пойнтс (1587—1673), дочери сэра Джона Пойнтса из поместья Айрон-Актон в графстве Глостершир и его жены Элизабет Сиденхем. Его сестра Элизабет вышла замуж за Николаса Перселла, 13-го барона Лохмоу. По отцовской линии дедом Джеймса был Уолтер Батлер, 11-й граф Ормонд (1559—1632). Джеймс родился в доме своего деда по материнской линии, сэра Джона Пойнтса. Вскоре после его рождения его родители вернулись в Ирландию. Семья Батлер была старинным английским родом, который доминировал на юго-востоке Ирландии со времён Средневековья.
В декабре 1619 года в кораблекрушении погиб его отец, Томас Батлер, виконт Тёрлс. После смерти отца Джеймс Батлер стал носить титул учтивости — виконт Тёрлс. В 1620 году Джеймс был привезён матерью обратно в Англию и помещён в католическую школу в Финчли (Лондон). Король Яков I Стюарт, опасаясь, что наследник дома Батлеров будет воспитан в католицизме, перевёл его в Ламберт, под опеку архиепископа Кентерберийского Джорджа Эббота. Так как поместья его деда находились под секвестром, молодой лорд имел только 40 фунтов в год на собственные нужды и жалованье слугам.
В возрасте 15 лет Джеймс Батлер стал проживать со своим дедом, Уолтером Батлером, 11-м графом Ормондом, на улице Друри-Лейн в Лондоне. В 18 лет он отправился в Портсмут со своим другом, Джорджем Вильерсом, герцогом Бекингемом, чтобы принять участие в экспедиции на помощь гугенотам Ла-Рошели. Но экспедиция была отменена в связи с убийством герцога.
Находясь в Лондоне, Джеймс Батлер решил выучить ирландский язык, частичное знание которого оказалось наиболее полезным для него в последующие годы. При королевском дворе он впервые увидел свою кузину и влюбился в леди Элизабет Престон (1615—1684), единственную дочь Ричарда Престона, 1-го графа Десмонда, и Элизабет Батлер. Король Англии Карл I Стюарт 8 сентября 1629 года дал своё согласие на заключение брака. На Рождество 1629 года Джеймс Батлер и Элизабет Престон поженились, положив конец давней ссоре между семьями и объединив свои владения. В 1632 году после смерти деда, Уолтера Батлера, 11-го графа Ормонда, Джеймс Батлер унаследовал графство Ормонд, став 12-м графом Ормонд, 5-м графом Оссори и 4-м виконтом Тёрлсом.

## Восстание и гражданская война
Активная карьера Джеймса Батлера началась в 1633 году после назначения на пост лорда-депутата Ирландии Томаса Уэнтуорта, 1-го графа Стаффорда. Граф Ормонд стал главным другом и сторонником Томаса Уэнтуорта в Ирландии. Томас Уэнтуорт планировал крупномасштабную конфискацию земельной собственности у ирландских дворян-католиков, чтобы пополнить казну короны и сломать политическую власть католической знати. Граф Ормонд поддерживал эту политику. Тем не менее это вызвало недовольство его родственников, которые перешли в оппозицию к Томасу Уэнтуорту, что, в конечном счёте, привело к вооружённому восстанию. В 1640 году, когда Томас Уэнтуорт был отозван в Англию для участия во Второй епископской войне, граф Ормонд был назначен главнокомандующим войсками в Ирландии. Английский парламент обвинил Томаса Уэнтуорта в государственной измене, он был казнён в мае 1641 года.
В начале Ирландского восстания 1641 года граф Ормонд оказался командующим правительственными войсками, расквартированными в Дублине. Большая часть Ирландии оказалась под контролем повстанцев-католиков, среди которых были родственники Джеймса Батлера. Однако узы родства не были полностью разорваны. Его жена и дети были отправлены из Килкенни в Дублин по приказу Ричарда Батлера, 3-го виконта Монтгаррета, другого члена династии Батлеров. Весной 1642 года граф Ормонд и виконт Монтгаррет были командующими противоборствующих сил в битве при Килраше, где Ормонд одержал победу.
Весной 1642 года восставшие ирландские католики сформировали собственное правительство, Католическую конфедерацию, со столицей в Килкенни, и начали создавать собственные регулярные войска, более организованные и боеспособные, чем нерегулярные отряды ополченцев в начале восстания. В начале 1642 года король отправил на помощь роялистам в Ирландию военные подкрепления из Англии и Шотландии. Граф Ормонд организовал несколько походов из Дублина в 1642 году и очистил территорию вокруг Дублина от отрядов конфедератов. Он обеспечил контроль над районом, известным как Пейл. Английские власти подозревали графа Ормонда в связях со многими лидерами Конфедерации и отстранили его от командования, после того, как он в марте 1642 года отправил подкрепление на помощь осаждённому гарнизону в крепости Дроэда. В апреле 1642 года граф Ормонд спас роялистские гарнизоны в крепостях Нейс, Атай и Мэриборо, и после возвращения в Дублин одержал победу в битве под Килрашем над повстанцами. Он получил от английского парламента общественную благодарность и денежное вознаграждение.
В марте 1643 года Джеймс Батлер, граф Ормонд, во главе войска вступил в Нью-Росс, глубоко на территорию Католической Конфедерации. 18 марта того же года он одержал победу над повстанцами под командованием Томаса Престона, 1-го виконта Тары и вернулся в Дублин. Тем не менее Ормонд оказался в очень сложной ситуации. Конфедераты контролировали две трети острова. В сентябре 1642 года в самой Англии началась Гражданская война. Король перестал присылать из Англии военные подкрепления в Ирландию. Кроме того, шотландские ковенантеры, которые высадились в армией на северо-востоке Ирландии, в Каррикфергусе, для борьбы с католическими восставшими в этой части острова в начале 1642 года, впоследствии передали северо-восток Ирландии под контроль английского парламента, поднявшего восстание против короля.
Изолированный в Дублине, граф Ормонд в сентябре 1643 года вынужден был согласиться на прекращение военных действий против католиков. Большая часть Ирландии была отдана в руки Католической Конфедерации (под контролем протестантов оставались только районы на севере, Дублин, Корк и ряд небольших крепостей). Против этого перемирия решительно выступали лорды-юстициарии и протестантская община Ирландии.
В ноябре 1643 года по приказу короля Джеймс Батлер отправил основные силы своей армии (4000 чел.) из Дублина и Корка в Англию, чтобы сражаться на стороне английских роялистов в Гражданской войне против парламента. В ноябре того же 1643 года король Карл I Стюарт назначил Ормонда новым лордом-лейтенантом Ирландии. Задача Ормонда состояла в том, чтобы предотвратить усилия врагов короля в Ирландии и отправить побольше войск на помощь роялистам в Англию. С этой целью он сделал всё, что в его силах, чтобы сохранить оккупацию шотландской армией ковенантеров на севере Ирландии. Ему также было предоставлено от короля право вести переговоры о заключении мирного договора с Католической Конфедерацией, чтобы было можно переправить ирландские войска в Англию на борьбу со сторонниками парламента.

## Переговоры с ирландскими конфедератами

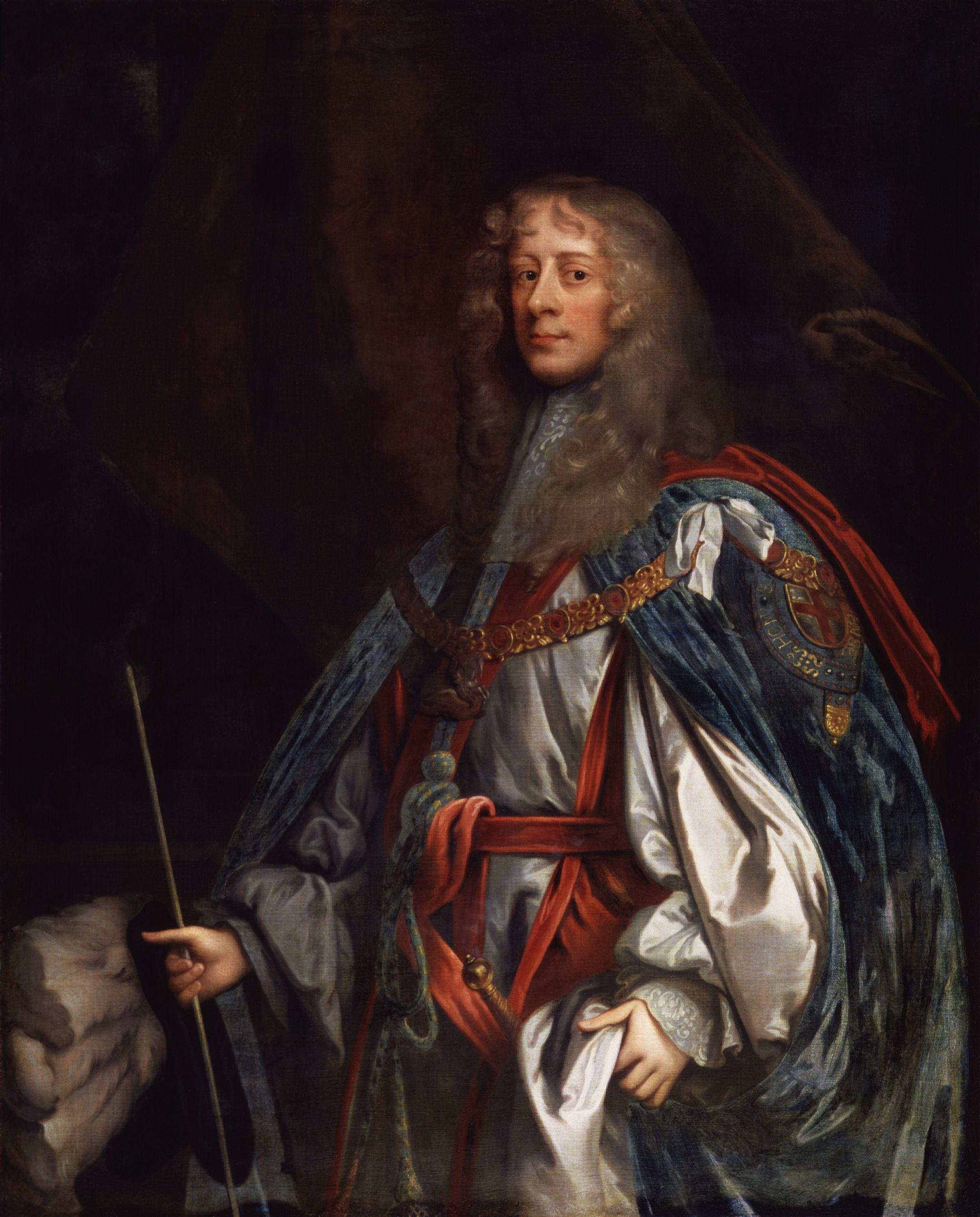
Герцог Ормонд, портрет работы Питера Лели, 1665 год

Перед Ормондом стояла трудная задача — примирить все враждующие фракции в Ирландии. «Старые англичане», ирландские католики ирландского и английского происхождения, руководившие Католической Конфедерацией — по сути независимым католическим государством, созданным в Килкенни, хотели заключить мирное соглашение с королём Англии Карлом I Стюартом в обмен на веротерпимость и самоуправление. С другой стороны, любая уступка Ормонда конфедератам, ослабляла его поддержку со стороны английских и шотландских протестантов в Ирландии. Таким образом, переговоры Ормонда с конфедератами были мучительными, хотя многие из лидеров Конфедерации были его родственниками и друзьями.
В 1644 году Джеймс Батлер помог Рандалу Макдоннелу, 1-му маркизу Антрима, в организации военной экспедиции ирландской конфедерации в Шотландию. Отряды, возглавляемые Аласдером Макколлой, были отправлены в Шотландию, чтобы оказать помощь шотландским роялистам и спровоцировать Гражданскую войну в Шотландии (1644—1645). Это оказалось единственным вмешательством ирландских католических войск во время гражданской войны в Англии.
25 августа 1645 года Эдвард Сомерсет, 2-й маркиз Вустер, действуя от имени короля, подписал в Килкенни договор с ирландской Католической Конфедерацией. Ирландская протестантская оппозиция выступила против этого соглашения. Король Карл Стюарт вынужден был отказаться от договора сразу из-за страха перед тем, что почти все ирландские протестанты перейдут на сторону парламента в Английской гражданской войне. 28 марта 1646 года Ормонд от имени короля заключил ещё один договор с Ирландской Конфедерацией, согласно которому католики получали религиозные уступки, а также были устранены различные их жалобы. Однако генеральная ассамблея в Килкенни отказалась признать это соглашение, частично из-за влияния папского нунция Джованни Баттисты Ринуччини, который убедил католиков отказаться от заключения мира с протестантами. Ирландские конфедераты отменили перемирие с Ормондом и арестовали тех из своих рядов, кто участвовал в подписании этого договора.
19 июня 1647 года Джеймс Батлер заключил мирный договор с английским долгим парламентом. Он обязывался сдать Дублин парламентариям при условии, что они защитят интересы ирландских роялистов (протестантов и католиков), которые фактически не участвовали в восстании. В августе 1647 года граф Ормонд сдал Дублин и его гарнизон роялистов (3000 чел.) под командование командующего со стороны парламента, Майкла Джонса, который недавно прибыл из Англии с 5-тысячным парламентским войском. Сам же Ормонд отплыл в Англию. В августе 1647 года объединённые силы роялистов и парламентариев под командованием Майкла Джонса одержали крупнейшую победу над силами католической конфедерации в битве под Дунган-Хиллом вблизи Дублина.

## Командующий альянса роялистов
Ормонд встречался с королём Карлом I в августе и октябре 1647 года в Хэмптон-корте, но в марте 1648 года, чтобы избежать ареста парламентом, он присоединился к королеве Генриетте Марии и принцу Уэльскому в Париже. В сентябре того же года он вернулся в Ирландию, чтобы попытаться объединить всех сторонников короля Карла I. Теперь ирландские конфедераты были гораздо более склонны к компромиссу, поскольку в 1647 году они понесли ряд военных поражений от английских парламентских сил. 17 января 1649 года Джеймс Батлер, граф Ормонд, заключил мир с ирландскими повстанцами на основе свободы католического вероисповедания.
После казни короля Карла I 30 января 1649 года Джеймс Батлер присягнул на верность его сыну и наследнику, Карлу II Стюарту, который взамен в сентябре 1649 года наградил его Орденом Подвязки. Граф Ормонд командовал войсками ирландских конфедератов, а также английскими отрядами роялистов, которые высадились в Ирландии из Франции. Несмотря на контроль над большей частью Ирландии, граф Ормонд не смог предотвратить завоевание Ирландии Оливером Кромвелем в 1649—1650 годах. Летом 1649 года Ормонд попытался отбить Дублин у парламентариев и во главе 12-тысячного войска осадил город, обороной которого руководил Майкл Джонс. 2 августа 1649 года в битве при Ратмайнсе 11-тысячная армия графа Ормонда потерпела поражение от 5-тысячного войска парламентариев Майкла Джонса. Впоследствии Ормонд попытался остановить продвижение Кромвеля вглубь острова, удерживая линию крепостей по всей стране. Но армия нового образца брала одну ирландскую крепость за другой, начиная с осады Дроэды в сентябре 1649 года.
Граф Ормонд потерял большую часть английских и протестантских королевских войск, которые подняли мятеж и перешли на сторону Кромвеля в мае 1650 года. Под командованием Ормонда остались только вооружённые отряды ирландских конфедератов, лидеры которых ему не доверяли. В конце 1650 года Ормонд был отстранён от командования и в декабре того же года вернулся во Францию. Синод, состоявшийся в августинском аббатстве в Джемстауне (графство Литрим) отлучил от церкви герцога и его последователей. Согласно акту об устройстве Ирландии 1652 года, все владения графа Ормонда в Ирландии были конфискованы, а он был освобождён от помилования, которое было дано тем роялистам, сдавшимся к тому времени.
Граф Ормонд, у которого катастрофически не хватало денежных средств, постоянно встречался в Париже с Карлом II и королевой-матерью. В 1655 году после заключения договора между Мазарини и Кромвелем он сопровождал Карла в его поездке в Аахен и Кёльн. В апреле 1656 года граф Ормонд был одним из двух участников, участвовал в подготовке подписания Брюссельского договора между роялистами Англии и Испанией. В 1658 году граф Ормонд инкогнито отправился с секретной миссией в Англию, чтобы получить достоверную информацию о шансах на восстание. Он встречался с королём в Фуэнтеррабии в 1659 году, вёл переговоры с кардиналом Мазарини и активно участвовал в секретной операции, предшествовавшей Реставрации Стюартов в Англии.

## Восстановление карьеры

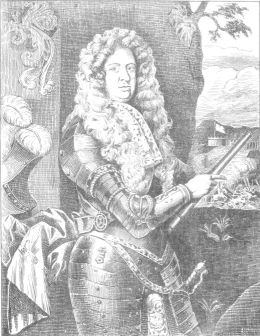
Джеймс Батлер, 1-й герцог Ормонд

После возвращения короля Карла II в Англию граф Ормонд был назначен комиссаром казначейства и военно-морского флота, получил должности лорда-стюарда королевского двора, члена Тайного совета Англии и лорда-наместника графства Сомерсет, лорда-распорядителя в Вестминстере, Кингстоне и Бристоле, канцлера Тринити-колледжа в Дублине, а также титулы барона Батлера из Ллантони и графа Брекнока в системе пэрства Англии. 30 марта 1661 году ему был пожалован титул герцога Ормонда в пэрстве Ирландии, и он стал лордом-распорядителем на коронации Карла II в том же году. Ему были возвращены огромные поместья в Ирландии, в 1661 году парламент Ирландии вручил ему 30 тысяч фунтов стерлингов.
4 ноября 1661 года герцог Ормонд вновь получил должность лорд-лейтенанта Ирландии и занялся работой по восстановлению населения в Ирландии. Главной проблемой был земельный вопрос, 23 декабря 1665 года Ормонд внёс в ирландский парламент Акт объяснения. Он был категорически против Акта об импорте 1667 года, запрещающего ввоз ирландского скота, который нанёс смертельный удар по ирландской торговле. В ответ в Ирландию был запрещён ввоз шотландских товаров и получено разрешение на торговлю с зарубежными странами. Он поощрял ирландское производство и обучение. Герцог Ормонд оказывал большое влияние на назначение ирландских судей.
Герцог Ормонд отменил постой солдат в домах гражданских лиц и ликвидировал военное положение в Ирландии. Герцог Бекингем угрожал ему отставкой. В марте 1669 года Ормонд был исключён из состава Ирландского правительства и Комитета по делам Ирландии. 4 августа 1669 года он был избран канцлером Оксфордского университета.
В 1663 году офицер-авантюрист Томас Блад с сообщниками планировал захватить Дублинский замок и взять в плен Джеймса Батлера, чтобы получить за него большой выкуп. Этот заговор был раскрыт. Блад и большая часть его сообщников бежали в Голландию. В 1670 году Томас Блад, находивший в розыске и тайно вернувшийся в Англию, попытался организовать похищение герцога Ормонда в Лондоне. В ночь на 6 декабря 1670 года Блад и его сообщники напали на карету герцога на улице Сент-Джеймс-стрит, чтобы его схватить и показательно повесить в Тайберне. Однако герцогу удалось сбежать от уже схвативших его на улице бандитов при помощи слуги. Это нападение, как подозревалось, было спровоцировано герцогом Бекингемом, который открыто обвинялся в преступлении лордом Оссори, сыном герцога Ормонда, в присутствии самого короля, и угрожал ему смертью, если с его отцом произойдёт какое-либо насилие.
В своём имении в Каррик-он-Шур (графство Типперэри) герцог Ормонд руководил созданием шерстяной промышленности в городе в 1670 году. В 1671 году герцог Ормонд успешно противостоял попытке Ричарда Толбота нарушить Акт урегулирования 1662 года. В 1673 году герцог вновь посетил Ирландию и вернулся в Лондон в 1675 году, чтобы дать советы Карлу по делам в парламенте, в 1677 году был вновь восстановлен в должности лорда-лейтенанта Ирландии.
После прибытия в Ирландию Джеймс Батлер занимался приведением в надлежащий лад доходов и армии. Во время Папистского заговора в Англии (1678) герцог Ормонд обвинялся в сочувствии к заговорщикам графом Шефтсбери, но смог защититься вместе со своим сыном, лордом Оссори.
В 1682 году король Карл II Стюарт вызвал герцога Ормонда ко двору. В том же году герцог написал «письмо от почётного деятеля страны, в ответ на замечания графа Англси о мемуарах графа Каслхейвена, касающихся восстания в Ирландии» и оказал королю общую поддержку. 29 ноября 1682 года Джеймс Батлер получил от короля титул герцога Ормонда в системе пэрства Англии. В июне 1684 года он вернулся в Ирландию, но в октябре вновь был отозван в Лондон из-за новых интриг при дворе. В 1685 году после смерти Карла II и вступления на королевский престол его младшего брата Якова II Стюарта Джеймс Батлер вынужден был покинуть должность лорда-лейтенанта Ирландии.
В 1645—1653, 1660—1688 годах герцог Ормонд являлся шестым канцлером Тринити-колледжа в Дублине.
В дальнейшем герцог Ормонд проживал на пенсии в поместье Корнбери Парк в графстве Оксфордшир, которое ему одолжил лорд Кларендон. Несмотря на свою длительную службу в Ирландии, герцог Ормонд не хотел проводить там свои последние годы.
21 июля 1688 года Джеймс Батлер, 1-й герцог Ормонд, скончался в возрасте 77 лет в Кингстон-Лейси (графство Дорсет). Он был похоронен в Вестминстерском аббатстве 1 августа 1688 года.

## Брак и дети

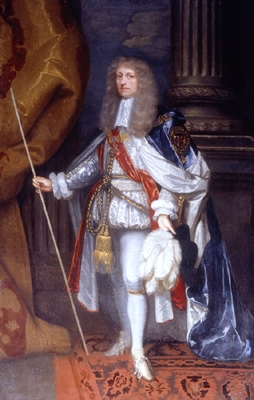
Герцог Ормонд, портрет работы Джона Майкла Райта, 1680 год

В декабре 1629 года Джеймс Батлер женился на леди Элизабет Престон, 2-й баронессе Дингуолл (25 июля 1615 — 21 июля 1684), единственной дочери и наследнице сэра Ричарда Престона, 1-го графа Десмонда (ум. 1628), и леди Элизабет Батлер (ум. 1628). У супругов было, как минимум, семеро детей, из которых трое сыновей и две дочери достигли зрелости:
- Томас Батлер, виконт Тёрлс (1632—1633)
- Томас Батлер, 6-й граф Оссори (8 июля 1634 — 30 июля 1680)
- Джеймс Батлер (1636—1645)
- Ричард Батлер, 1-й граф Арран (15 июня 1639 — 25 января 1686)[1]
- Элизабет Батлер[англ.] (29 июня 1640 — июль 1665), муж — Филипп Стэнхоуп, 2-й граф Честерфилд[англ.] (1634—1714)
- Джон Батлер, 1-й граф Гауран[англ.] (1643 — август 1677)
- Мэри Батлер (1646 — 31 июля 1710), муж — Уильям Кавендиш, 1-й герцог Девонширский (1640—1707)

Старший из них, Томас Батлер, 6-й граф Оссори, скончался ещё при жизни отца. Старший сын Томаса, Джеймс Батлер (1665—1745), унаследовал в 1688 году титул 2-го герцога Ормонда. Два других сына, Ричард Батлер, 1-й граф Арран, и Джон Батлер, 1-й граф Гауран, скончались, не оставив потомков мужского пола. В 1758 году после смерти бездетного Чарльза Батлера, 1-го графа Аррана и де-юре 3-го герцога Ормонда (1671—1758), титул герцогов Ормонд прервался, а титул графа Ормонда унаследовал его дальний родственник из боковой линии рода, Джон Батлер, 15-й граф Ормонд (ум. 1766).